# Карел Ріхтер
Карел Ріхтер (чеськ. Karel Richter; нар. 15 червня 1930, Хлумец-над-Цідліноу) — чеський письменник-документаліст, історик, публіцист і перекладач з російської, польської та німецької. Триразовий лауреат премії ім. Егона Ервіна Кіша, дворазовий лауреат премії ім. Мірослава Іванова та словацької літературної премії ім. Войтєха Замановскего. Почесний громадянин м. Хлумец-над-Цідліноу, засновник та голова комісії з присудження літературної премії ім. Ярослава Голла, яка з 2014 року присуджується за внесок у розвиток документальної літератури. Проживає в місті Прага.

## Професійна діяльність
Закінчивши гімназію в Новому Биджові він продовжив навчання на педагогічному факультеті Карлового університету, у Військовій академії в місті Брно та в Братиславі. З 1971 по 1989 рік працював у Військово-історичному інституті (м. Прага) науковим співробітником, має науковий ступінь кандидата наук.
Активну письменницьку діяльність веде з 1968 року. Головною темою його творчості є документування воєнних подій, досягнень сучасної науки і техніки, історичні дослідження внутрішньо- та зовнішньополітичних подій. Має декілька спільних робіт автобіографічного характеру з визначними постатями, зокрема, з першим європейським космонавтом Владіміром Ремеком. Деякі твори публікувались у перекладах російською та казахською мовами. Окремим напрямом досліджень Карела Ріхтера є доля етнічних меншин: судетських німців у Чехії, волинських чехів в Україні.
Карел Ріхтер є членом літературних організацій Письменницька спільнота та Клуб письменників-документалістів, в якій до 2019 року був керівником, а наразі є Почесним головою. Крім цього, співпрацює з пресою, радіо (радіодіапазони: Зборов, Боротьба за магістраль, Заборонені спогади, Мир за спинами союзників, читання оповідань з циклу «солдат Франциск та двоє друзів», публіцистичні вистави), телебаченням (серіал Шляхами бойової слави, драматична група Куди смерть не досягне, публіцистичні вистави), брав участь у роботі над фільмом «Бронзові хлопці» (чеськ. Kluci z bronzu)', читає лекції. Є членом та бере участь у роботі в редакційних колегіях, підготовці лекцій, організації літературних дискусій.
Був співзасновником та, до 2015 року, головним редактором журналу Цілком таємно (чеськ. Přísně tajné — періодичного видання, присвяченого історичним, військово-політичним розслідуванням та висвітленню ще невідомих широкій публіці фактів дипломатичних змов, міжнародного шпіонажу, героїчних вчинків непересічних осіб та незвичайних особистих історій.